# Хашим Тачи
Хашим Тачи (на албански: Hashim Thaçi) е косовски политик, бивш министър-председател и бивш президент на Косово.

## Биография
Роден на 24 април 1968 г. в село Брочна, община Сърбица, днес в Косово.
Хашим Тачи изучава филология и история в Прищинския университет, а после продължава образованието си в университета в Цюрих.
През 1993 Тачи заминава за Швейцария поради политически причини. От 1993 Тачи финансира, набавя оръжие и организира АОК, която извършва партизански нападения в Косово.
Хашим Тачи е президент на Косово. Комисията по законовите въпроси и човешките права към Парламентарната асамблея на Съвета на Европа прие на 16 декември 2010 година в Париж доклада на Дик Марти, в който косовският премиер Хашим Тачи е посочен като водач на група, занимавала се с търговия с човешки органи, наркотици и оръжие в края на 90-те години. Наблюдателят на в-к „The Independent“ Денис Макшейн обаче отбелязва, че в доклада на Марти „няма нито едно име, не е посочен нито един свидетел-очевидец на злодеянията, в които той обвинява Тачи: във вземане на органи от убивани от мъчители жертви“ и по този начин доказателства за причастността на Тачи към престъпленията напълно отсътстват.